# Viriato (ópera)
Viriato (título original en italiano, Viriate) es una ópera seria o dramma per musica en tres actos con música de Johann Adolf Hasse y usando el libreto en italiano de Pietro Metastasio titulado Siface. Se estrenó en Venecia en el carnaval de 1739.
Su aria más conocida es Come nave in mezzo all'onde.